# Grensmark Posen-West-Pruisen (provincie)
De Grensmark Posen-West-Pruisen was tussen 1921 en 1938 een provincie van het Duitse Rijk zoals dat tot 1933 als 'Weimarer Republik' bestond om daarna door het nationaalsocialisme gedomineerd te gaan worden.

## Geschiedenis
De Grensmark werd in 1922 in het leven geroepen uit delen van de provincies Posen en West-Pruisen, welke provincies conform het Verdrag van Versailles in 1920 grotendeels aan Polen moesten worden afgestaan. Daarvan werden dan weer de meest westelijke delen uitgezonderd omdat zij zeer overwegend Duitstalig waren. Het betrokken gebied bestond uit de stad Schneidemühl (Piła), die provinciale hoofdstad werd, en de districten ('Kreise') Deutsch Krone (Wałcz), Flatow (Złotów), Schlochau (Człuchów), benevens delen van Meseritz (Międzyrzecz), Bomst (Babimost), Schwerin an der Warthe (Międzychód), en Fraustadt (Wschowa). In 1922 omvatte de nieuwe provincie 7.695 km² met ruim 330.000 inwoners, waarvan ca. 15% zich in 1910 en 5% in 1925 als primair Poolstalig had aangegeven. 25% was rooms-katholiek.
Posen-West-Pruisen was overwegend agrarisch en door de Preußische Ostbahn het begin van de belangrijke doorgang door de Poolse Corridor naar Oost-Pruisen, Litouwen en oostelijk Polen.
De provincie werd in 1938 weer opgeheven met het oog op een, in 1939 overigens niet meer actuele, grensovereenkomst met Polen. Het district Fraustadt (Wschowa) en een deel van Bomst (Babimost) in 1938 bij de provincie Silezië gevoegd, Meseritz (Międzyrzecz), Schwerin an der Warthe) (Międzychód) en een rest van Bomst bij Brandenburg, de rest bij Pommeren. Binnen deze laatste provincie werd het nieuwe gebied met Dramburg (Drawsko) en Neustettin (Szczecinek) alsmede de van Brandenburg verkregen districten Arnswalde (Choszczno) en Friedeberg Nm. (Strzelce Krajeńskie) samengesmeed tot het Regierungsbezirk Grensmark Posen-West-Pruisen. Sinds het einde van de Tweede Wereldoorlog is het gehele gebied door Polen geannexeerd en werd de bevolking, op de kleine Poolstalige minderheid na, uitgewezen (Verdrijving van Duitsers na de Tweede Wereldoorlog). Alle plaatsnamen werden in 1945 in een Poolse vorm gegoten.

## Bestuurlijke indeling
De Grensmark Posen-West-Pruisen kende slechts één Regierungsbezirk, dat dus de gehele provincie besloeg en was verdeeld in één stadsdistrict en acht districten. De met (W) gemarkeerde districten behoorden voor 1919 tot West-Pruisen, de met (P) gemarkeerde tot Posen.

### Regierungsbezirk Schneidemühl
Stadsdistrict (Stadtkreis)
1. Schneidemühl (P)

Districten (Landkreise)
1. Bomst (P)
2. Deutsch Krone (W)
3. Flatow (W)
4. Fraustadt (P)
5. Meseritz (P)
6. Netzekreis (P)
7. Schlochau (W)
8. Schwerin  (P)

## Presidenten (Oberpräsidenten)
- 1922-1933: Friedrich von Bülow
- 1933-1934: Hans von Meibom
- 1934-1936: Wilhelm Kube
- 1936-1938: Emil Stürtz

1815:
Brandenburg · Groothertogdom Beneden-Rijn · Gulik-Kleef-Berg · Oost-Pruisen · Pommeren · Posen · Saksen · Silezië · Westfalen · West-Pruisen · 1822: Rijnprovincie · 1829: Pruisen · 1850: Hohenzollernsche Lande · 1867: Hannover · Hessen-Nassau · Sleeswijk-Holstein · 1878: Oost-Pruisen · West-Pruisen · 1919: Neder-Silezië · Opper-Silezië · 1920: Berlijn · 1922: Grensmark Posen-West-Pruisen · 1944: Halle-Merseburg · Keur-Hessen · Maagdenburg · Nassau · 1945: Saksen-Anhalt